# 給水所
給水所（きゅうすいじょ）は、水の需要者に給水を行う場所。

## 概要
水道インフラにおける給水所は、通常、水道局における一時的な貯水施設を指す。浄水場の配水池から送られてきた水を、利用者に配水する前に一旦貯留しておくための施設である。東京都水道局の場合、想定される「一日最大配水量の12時間分以上」の配水池容量を、各給水所が確保し続けることを目指している。また、停電の際にポンプを動かすための自家発電設備や、送配水系統の多重化も備わっている。
また、市民に水を配給するため臨時に設けられるエリアも給水所という。
- 地震など災害による断水時に住民に水を配給する。
- インドなどでは熱波が襲来した際に住民に水を配給する給水所が設置されることがある[4]。

なお、マラソンなどのロードレースで選手のための飲用水補給地点も給水所という（英: Drinks stationsを参照）。